# U Got 2 Know
| Críticas profissionais | Críticas profissionais |
| Avaliações da crítica  | Avaliações da crítica  |
| Fonte                  | Avaliação              |
| ---------------------- | ---------------------- |
| allmusic               | link                   |

U Got 2 Know é o segundo álbum de estúdio do projeto Cappella, lançado em 1994. 

## Desempenho nas paradas musicais
| Parada musical (1994)                | Melhor posição |
| ------------------------------------ | -------------- |
| Alemanha (Media Control Charts)      | 10             |
| Áustria (Ö3 Austria Top 40 Longplay) | 8              |
| Japão (Oricon)                       | 49             |
| Países Baixos (MegaCharts)           | 11             |
| Reino Unido (UK Albums Chart)        | 10             |
| Suécia (Sverigetopplistan)           | 12             |
| Suíça (Schweizer Hitparade)          | 1              |

## Certificações
| País                 | Certificação | Data                  | Vendas certificadas |
| -------------------- | ------------ | --------------------- | ------------------- |
| Suíça - IFPI Schweiz | Ouro         | 1994                  | 25,000              |
| Reino Unido - BPI    | Prata        | 1 de novembro de 1994 | 60.000              |